# Maya (1886)
Maya 摩耶 (jap. Maya) – pierwszy z czterech okrętów typu Maya, wczesnych kanonierek parowych japońskiej marynarki wojennej, z końca XIX w. Służył podczas wojen chińsko-japońskiej 1894-95 i rosyjsko-japońskiej 1904-05, a następnie był jednostką ochrony rybołówstwa.

## Budowa i opis
Jednostki typu „Maya” to pierwsze japońskie kanonierki, do których konstrukcji użyto żelaza. Okręt napędzały po dwie poziome, dwucylindrowe maszyny parowe podwójnego rozprężania o mocy 960 ihp (inne źródło: 700 hp); parę dostarczały dwa cylindryczne kotły, a dwie śruby nadawały prędkość 12 węzłów. Zapas węgla wynosił 60t; kanonierka miały też w pełne ożaglowanie typu szkuner. Dla odróżnienia od innych jednostek swej klasy, „Maya” miała na burcie czarny pas.
Pierwotne uzbrojenie miał składać się z jednej armaty kal. 210 mm i jednej armaty 120 mm, ale „Mayę” uzbrojono w dwie armaty Kruppa kal. 150 mm i dwa działa 57 mm Nordenfeldta, oraz dwa karabiny maszynowe. W 1906 została przezbrojona w cztery szybkostrzelne armaty 120 mm.

## Służba
W czasie wojny chińsko-japońskiej, w lipcu 1894, po bitwie pod Pungdo odnalazł, wraz z krążownikiem „Naniwa”, wrak chińskiej kanonierki „Guangyi”. We wrześniu 1894, „Maya” razem z kanonierkami „Chōkai”, „Tsukushi” i „Banjō” operowała na Taedong-gang, wspierając działania wojsk lądowych; okręty nie brały udziału w bitwie u ujścia rzeki Jalu. Następnie okręt uczestniczył w operacjach przeciw Lüshun, w składzie 4. Eskadry Szybkiej, ostrzeliwując 6 listopada chińskie pozycje pod Dalian. 21 listopada, w dniu szturmu na miasto, kanonierka, wraz z innymi okrętami, atakowała forty na wschód od głównej twierdzy w Lüshun.